# الفروسية (كتاب)
الفروسية المحمدية. كتاب للإمام العلامة أبي عبد الله محمد بن أبي بكر بن أيوب ابن قيم الجوزية، ألفه بعد ما وقع له امتحان من بعض علماء عصره بسبب ماكان يفتي به من عدم اشتراط المحلل في السباق والنضال، فاظهر الموافقة للجمهور إخمادا ودرءا للفتنة. فألف هذا الكتاب وأورد فيه مسألة اشتراط المحلل في السباق، واستوفى أدلة الفريقين، ثم أشار إلى من أنكر عليه هذا القول والإفتاء به، وأن سبب ذلك الركون إلى التقليد، ثم ذكر أحكام الرهن في مسائل كثيرة تتعلق بالرمي والسبق.

## مخطوطات الكتاب
من المخطوطات المعتمدة في طبعة دار عالم الفوائد في مكة مخطوطة كتبت سنة 830 هـ بخط يوسف بن أحمد المعروف بابن سليماناه وهي محفوظة في المكتبة الظاهرية في دمشق.